# بويبلا، بويبلا (المكسيك)
بويبلا، بويبلا هي بلدية في المكسيك، تتبع ولاية بويبلا، بلغ عدد سكانها 1,576,259  نسمة في 2015، عاصمتها بويبلا، بويبلا.

## مدن توأم
المدن التوأم:
- فولفسبورغ.